# الرعني (شبام كوكبان)

تعديل مصدري - تعديل

الرعني هي إحدى قرى عزلة الأهجر بمديرية شبام كوكبان التابعة لمحافظة المحويت، بلغ تعداد سكانها 636 نسمة حسب تعداد اليمن لعام 2004.